# Уза (митологија)
Ел Уза (арап. العزى — свемоћна) – је била једна од три главне богиње арапске религије у предисламском периоду и била је обожавана од стране предисламских арапа заједно са богињама Алат и Манат. Набатејци су је поистовећивали са грчком богињом Афродитом Оуранијом (римски Венера Каелестис). Камена коцка код града Таиф (код Меке) је сматрана светом као део њеног култа. Она се помиње у Курану ,Сура 53:19 као једана од богиња које су људи обожавали.
Ел Уза, као и Хубал, била је призивана ради заштите од стране Курајиша у предисламском периоду. Године 624 у" бици под називом Ухуд ", ратни вапај Курајиша гласио је," О људи Узе, људи Хубала! "Ел Уза се и касније се појављује у виду Ибн Исхак у наводним Сатанским стиховима.
Храм посвећен Ел Узи и саме статуе уништио је Халид ибн Валид у Накхли 630. године.